# Tweede Münsterse Oorlog

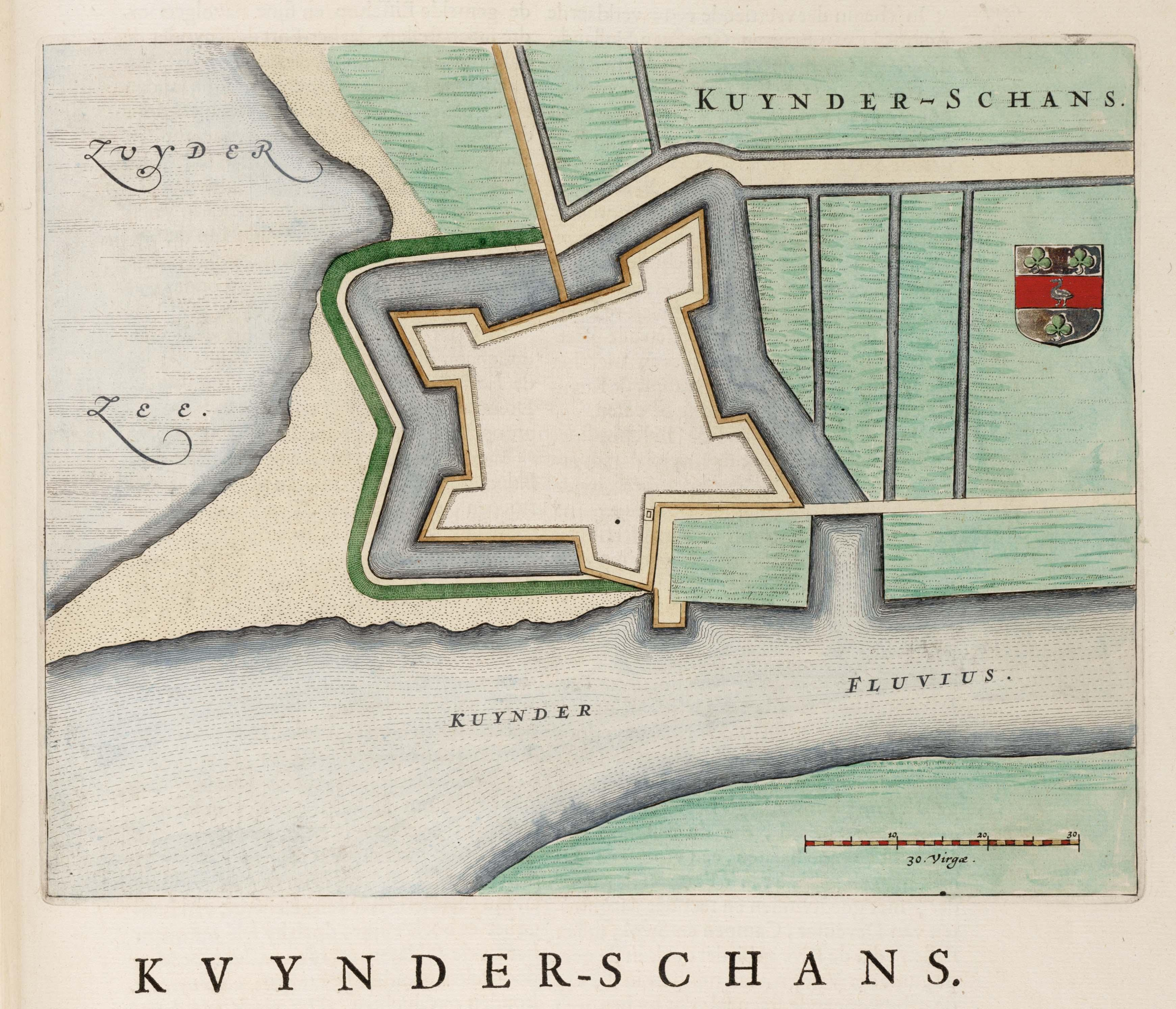
Kaart van de schans van Kuinre

De Tweede Münsterse Oorlog was een oorlog tussen de Republiek der Zeven Verenigde Nederlanden en de bisdommen Münster en Keulen die duurde van 1672 tot 1674. De oorlog vormde een onderdeel van de Hollandse Oorlog.

## Geschiedenis
In de zomer van het Rampjaar 1672 vielen Bernhard von Galen, prins-bisschop van Münster, en Maximiliaan Hendrik van Beieren, bisschop van Keulen, als bondgenoot van Lodewijk XIV van Frankrijk de Republiek aan.
Von Galen had zich in de Devolutieoorlog lang neutraal opgesteld. Op 26 mei 1672, twee dagen nadat Maastricht was aangevallen, liet hij zich door de Franse koning overhalen. Lodewijk XIV had al toestemming door de bisdommen Luik en Keulen te trekken.
De bisschoppen van Keulen en Münster werden door de Franse minister van oorlog, Markies van Louvois, als huurlingen beschouwd, maar hij liet hen de vrije hand bij het plunderen. Von Galen verkreeg toezeggingen over de heerlijkheid Borculo, die hem al in 1652 formeel was toegewezen, en omliggende enclaves in de graafschap Zutphen, zoals de heerlijkheid Lichtenvoorde, heerlijkheid Bredevoort en Anholt.
Op 1 juni bezetten de troepen van Bernard van Galen en Maximiliaan Hendrik, ruim 30.000 man, Lingen en vielen bij Overdinkel Twente binnen. Ze veroverden Enschede, belegerden en veroverden achtereenvolgens Grol (10 juni) en Bredevoort (18 juni), daarna volgden Lochem, Hattem, Elburg, Harderwijk en Deventer op 21 juni. Zwolle bezette hij op 22 juni. Als volgende gaven Kampen, Hasselt, Rouveen, De Lichtmis, Zwartsluis en Staphorst zich over. Genemuiden, Vollenhove en Meppel werden door de inwoners verlaten. De vesting Steenwijk, Blokzijl en de schans bij Kuinre gingen 26 juni verloren. Een aanval op het eiland Urk werd door de bewoners afgeslagen.
De Fransen stonden niet toe dat de bisschoppelijke troepen verder naar het westen oprukten. Ze moesten zich op 28 juni terugtrekken tot achter de IJssel, meer was hun niet beloofd door Louvois. Maximiliaan kreeg de beschikking over Deventer; Bernard von Galen richtte zijn pijlen op het noorden. Delen daarvan hadden evenals de heerlijkheid Borculo tot 1559 kerkelijk bij het bisdom Münster behoord, namelijk de Groningse Ommelanden en de grietenij Achtkarspelen in Friesland. Rond 24 juni begon men in Friesland en Groningen met het onder water zetten van landerijen. De boeren zagen met lede ogen dat hun landerijen geïnundeerd werden door het afdammen van rivieren en het inlaten van zout zeewater.
De bisschop verwoestte voor de tweede keer Rijssen en zette een aanval in op de Ommerschans. De verdediging, die bestond uit 146 musketiers en 55 piekdragers, vluchtte bij het zien van de vijand naar het noorden. De Staten van Holland benoemden op 4 juli Willem III van Oranje-Nassau tot stadhouder.
De dag daarna verklaarden de capitulerende steden van Overijssel, bijeengeroepen in de Ommerschans, als rijkssteden de soevereiniteit van het Heilige Roomse Rijk te erkennen. De Staten van Overijssel onderwierpen zich aan Münster, onder verklaring de band met de Unie der Verenigde Nederlanden te ontbinden. De verklaring was van dien aard dat men lang heeft getwijfeld aan de echtheid van dit stuk. Er stond onder meer in dat de bisschop een nieuwe Landdag bijeen zou roepen en dat iedere edelman die in die landdag verscheen, vrijgesteld zou zijn van inkwartiering. Natuurlijk mochten katholieken niet meer uitgesloten worden, ook niet uit het hoogste rechterlijk college.

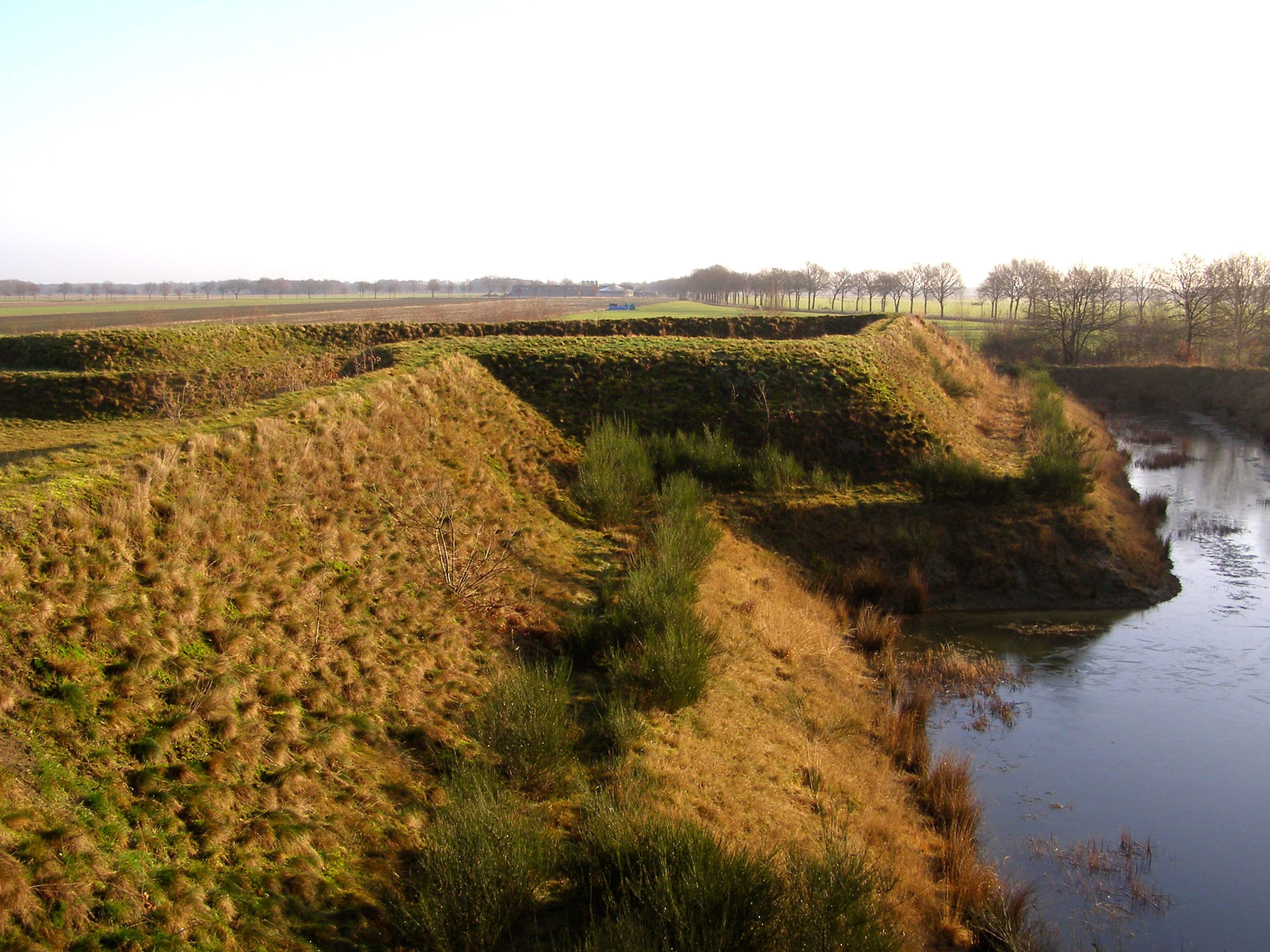
De Zwartendijksterschans tussen Een en Bakkeveen

Von Galen omsingelde de strategische vesting Coevorden en zette al zijn artillerie in tijdens het beleg van Coevorden. De stad viel op 11 juli, na een belegering van 11 dagen: veel langer dan hem lief was. Door de val van de verwaarloosde vesting Coevorden werd de verdediging van de drie noordelijke provincies gereduceerd tot de binnenste verdedigingsgordel, bestaande uit moerassen en uitgestrekte veengebieden, die door inundatie aan de noordzijde aanzienlijk was versterkt.
De verwachting was dat de bisschop opnieuw Friesland zou aanvallen, waar veel soldaten slechts op papier bestonden en sommige officieren nog kinderen waren. Hij besloot echter om de stad Groningen niet vanuit het westen aan te vallen en trok op naar Assen. De Drentse gedeputeerden weken uit naar de stad Groningen. Ondanks strategische bezwaren deed Von Galen op 11 juli een mislukte aanval op de vesting Bourtange in Westerwolde. Door het verleggen van waterstromen en het creëren van moerasachtige gebieden rond de vestingen werd de toegankelijkheid tot het gebied bemoeilijkt. Dat spoorde niet met de belangen van de boeren, en dezen zagen dan ook regelmatig kans om het verdedigingsbeleid te frustreren.

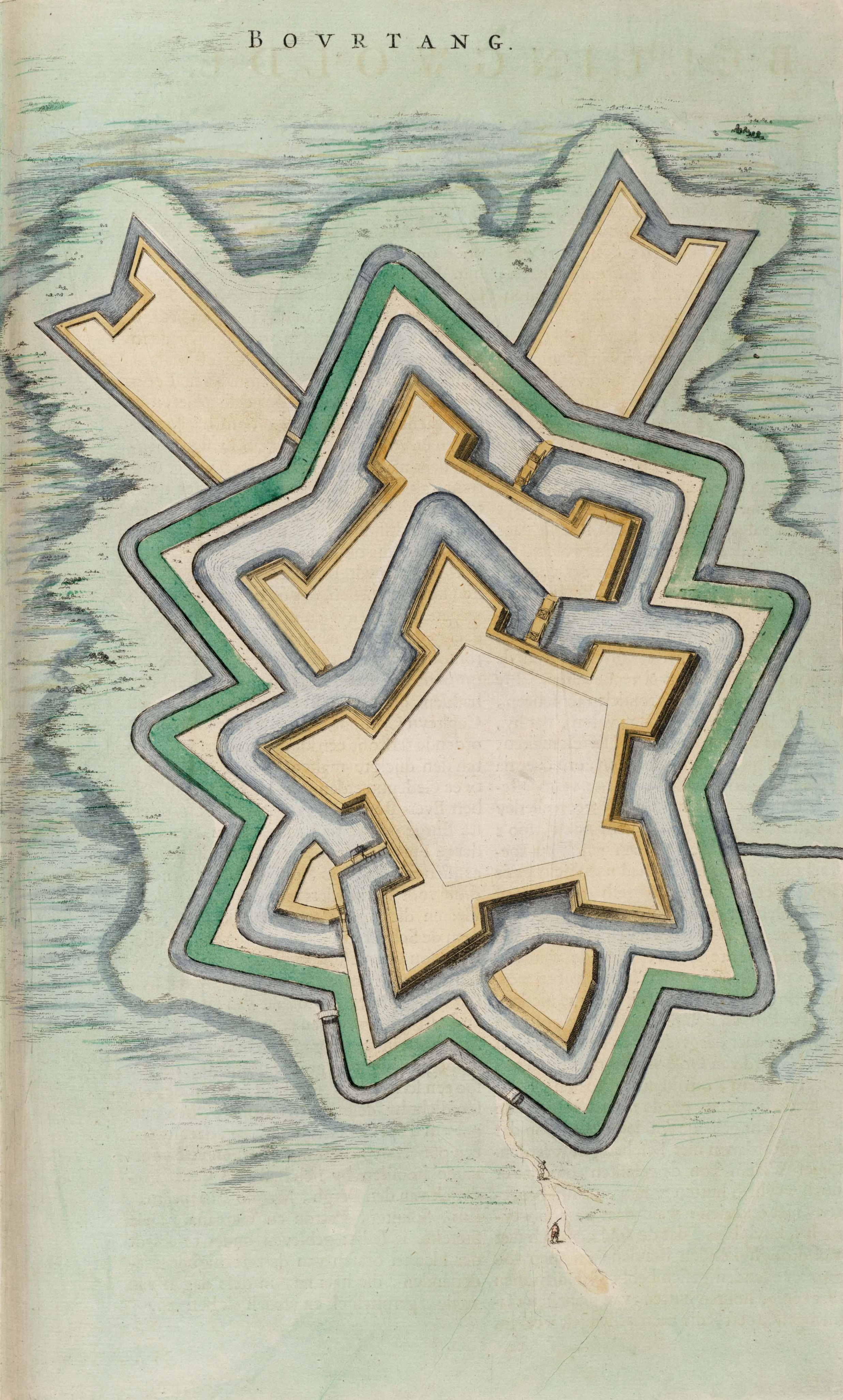
De versterking Bourtange

Vanwege de mislukte doortocht via Bourtange, en de inundaties vanuit het Winschoterdiep aan de oostzijde en vanuit het Hoornsediep aan de westzijde, benaderde men de stad vanuit het zuiden, de enige nog mogelijke route. Johan Schulenborgh vroeg de stad zich over te geven, maar de stad had zich onder leiding van de 70-jarige Bohemer Carl von Rabenhaupt goed voorbereid. De vestingwerken waren verbeterd en de bruggen aan de zuidkant van de stad afgebroken.
Vanaf 24 juli, toen al zijn troepen waren gearriveerd, bestookte de bisschop de stad Groningen met stinkbommen, granaten en gloeiende kogels, zodat op veel plaatsen in het zuiden van de stad branden uitbraken. De Munsterse troepen trokken plunderend over Enumatil, naar Aduarderzijl en via Zuidhorn terug op hun stellingen. Op 26 juli deed Von Galen een uitval via de Duurswouderheide op Drachten. Hij werd tegengehouden bij Nijega en Suameer en de bisschop trok zich opnieuw terug. De Zwartendijksterschans functioneerde naar tevredenheid. Op 28 juli werd de schans bij Noorderhogebrug door de Munstersen aangevallen. Op 5 augustus bezette een tweede divisie, die via Meppen naar het noorden oprukte, de Dijler- of Dielerschans, al gedurende een tiental jaren een heet hangijzer en aanleiding tot conflicten. Er werden in Groningen 17 zeesluizen opengezet en ten slotte werd bij Delfzijl een zeedijk doorgestoken. Er is gesuggereerd dat vestingbouwkundige Henrick Ruse, toentertijd in Deense dienst, maar met een buitenplaats in Sauwerd, adviezen aan de Groningse Staten verstrekte.
De bisschop van Munster heeft de stad Groningen echter nooit helemaal kunnen afsluiten en de aanvoer van prinselijke troepen en wapens bleef gehandhaafd via het Reitdiep, het Damsterdiep en de haven van Delfzijl.
Zoals boven aangegeven, probeerde van Galen zowel via de westzijde, door een aanval op Aduarderzijl en aan de oostzijde op Oosterhogerbrug, de aanvoerlijnen af te snijden. Beide aanvallen werden afgeslagen.
Het weer verslechterde, wat het moreel van de troepen van van Galen geen goed deed. De aanvoer naar de Stad liep gewoon door. De stad Groningen was ook "loopplaats", verzamelplaats voor nieuw geworven troepen, dus Rabenhaupt had het geluk dat er relatief meer militairen dan gewoon in de stad aanwezig waren, die voor de voor de verdediging ingezet konden worden.
Door toedoen van Rabenhaupt's goed georganiseerde verdediging moest Von Galen zijn beleg staken: hij brak op 17 augustus 1672 op. Het einde van het beleg staat bekend als Gronings Ontzet.
Er werden 8.000 tot 9.000 schoten afgevuurd, waarvan 5.000 bommen, zowel met vlakbaan als krombaangeschut. De helft van het 24.000 man tellende Munsterse leger was gesneuveld (4.600 man), gevangengenomen, gedeserteerd (samen 5.500 man) of door ziekte niet meer in staat te vechten. De bisschop had de tactische fout gemaakt het geschut te zwaar te laden (met 300-ponders) om ze een groter bereik te geven, waardoor de kanonnen nogal eens onklaar raakten. Ook had hij de pech dat door het aanhoudend slechte weer de loopgraven onderliepen.
Volgens Rabenhaupt maakte Von Galen ook een strategische fout: hij had eerst Aduarderzijl en Delfzijl moeten innemen alvorens beleg te slaan voor Groningen. De strijd om de dan ingesloten stad had er heel anders uitgezien. Na het beleg trof men in Helpman in een schuur ca. 1.400 gewonden aan, die werden verpleegd door zes Franse chirurgijns. Met onherstelbare gewonden werd korte metten gemaakt door hen uit het lijden te verlossen.

## Na het Gronings Ontzet
Albertine Agnes van Nassau liet krachtig optreden toen de Linde-linie langs de noordzijde van het riviertje de Linde te zwak bleek. Onder leiding van luitenant-admiraal baron Hans Willem van Aylva ging het er rond de schansen van deze Friese waterlinie soms heftig aan toe. Bommen Berend slaagde erin tot vlak voor de stelling Heerenveen te komen, maar die was versterkt met een aarden wal en dubbele grachten. De bezetting bestond uit burgercompagnieën: schutters uit Leeuwarden en Franeker, en geregelde troepen, allen onder het bevel van graaf Johan Maurits van Nassau-Dietz, die veel last had van reumatiek, stadhouder Hendrik Casimir II, generaal Carl von Rabenhaupt en Van Aylva zelf. De Münstersen vielen in de nacht van 18 op 19 augustus 1672 tot driemaal toe aan, maar ze werden steeds gestopt. Daardoor konden ze Friesland niet verder binnendringen. Op 2 september 1672 werd Blokzijl bijgestaan door Friese troepen en een Hollandse vloot; de bisschop trok zich terug.
De Keulse en Munsterse bisschoppen hadden 30.000 man ingezet, maar haalden hun troepen terug toen de Grote Keurvorst en Raimondo Montecuccoli zich in september 1672 bij Halberstadt verzamelden en de mogelijkheid bestond dat zij in de rug werden aangevallen. De Munstersen vertoefden niettemin geruime tijd in Staphorst en omstreken, zodat zelfs de kerk van dat dorp bijna een jaar tot uitoefening van de Roomse eredienst werd gebruikt. Men mag dus veronderstellen dat het fort gedurende die tijd door de vijand niet onbezet werd gelaten, temeer daar hij van hier telkenmale strooptochten in Drenthe en op de grenzen van Friesland deed.

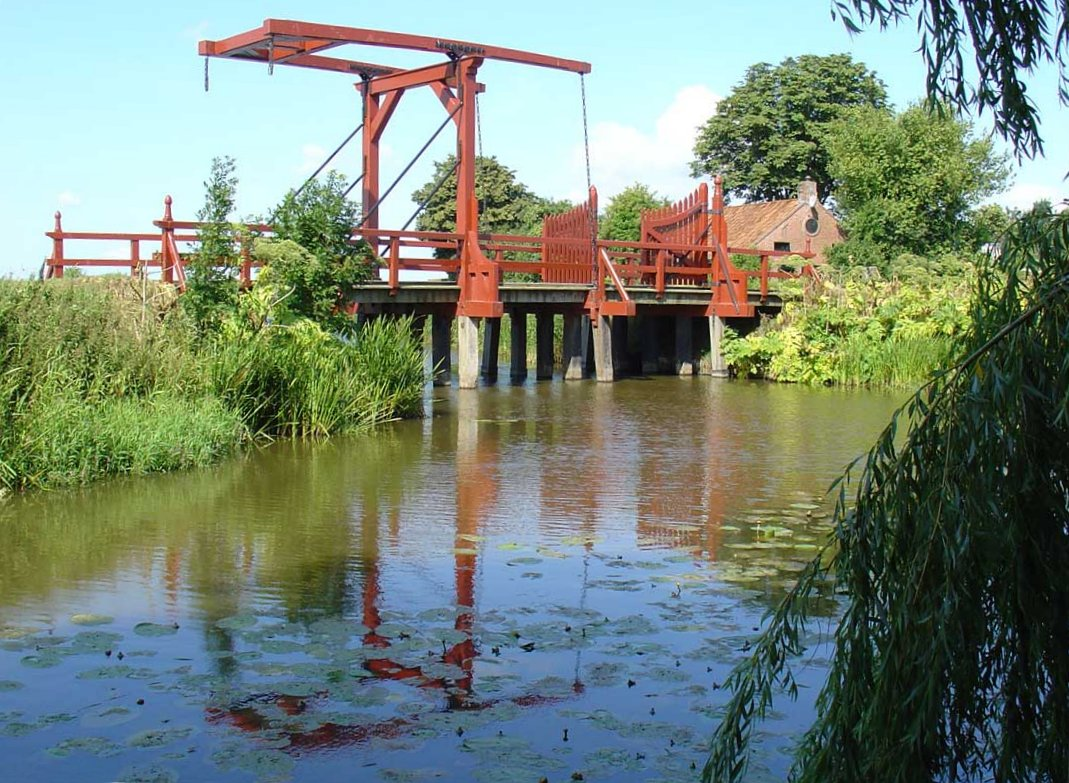
Vestingwerken van Oudeschans (Groningen)

Winschoten werd op 7 september prijsgegeven; Wedde op 8 september; Oudeschans capituleerde 27 oktober voor Rabenhaupt. Coevorden werd 30 december 1672 veroverd nadat de plaatselijke schoolmeester en koster, Mijndert van der Thijnen, de versterkingen in kaart had gebracht en aan Von Rabenhaupt had laten zien. De aanval vanuit het noorden op Coevorden was een dag uitgesteld, omdat de soldaten, gelegen bij Erm, te dronken waren. Bij dichte mist werd over de bevroren stadsgracht een biezen brugconstructie gelegd en binnen een uur vluchtte de vijandelijke bezetting. Er werden 600 Münsterse soldaten gevangengenomen en 85 kanonnen vielen in handen van het Staatse leger. Von Galen, die de stad Coevorden zijn Candia noemde, zou zo kwaad zijn geweest, dat hij de boodschapper liet executeren.
In januari 1673 liet Von Galen zijn troepen de Brandenburgse Mark en Kleef plunderen en ontmoette bij Wesel de troepen van Turenne. Von Galen verzamelde zijn troepen bij Soest. Raimondo Montecuccoli begon onderhandelingen met de prins-bisschop over de gezamenlijke bestrijding van de Franse koning, die de meeste buit voor zichzelf had opgeëist. De keizerlijke en Brandenburgse troepen trokken naar het zuiden, met de opdracht het bisdom Munster, de eerdere bondgenoot, te sparen.
Op 22 juli 1673 werd Nieuweschans heroverd door Von Rabenhaupt na een langdurige blokkade. Eind augustus 1673 is vanuit Heerenveen een uitval gedaan op Steenwijk. De opzet mislukte en een week later kwam de vijand weer opdringen. Begin oktober 1673 probeerde de bisschop de Vecht af te dammen en Coevorden te heroveren. Vanwege een hevige storm en een doorbraak in de dam verdronken er 1.400 Munsterse soldaten. In maart 1674 werden Winschoten en omringende plaatsen nogmaals geplunderd. Op 22 maart ondernam de bisschop een laatste aanval op Groningen. Op 22 april 1674 was hij gedwongen vrede met de Republiek te sluiten. In mei trokken de Münsterse troepen weer weg uit de Achterhoek. De Münsterse bezetting had bijna twee jaar geduurd.